# Lithophaga
Lithophaga ist eine Gattung mittelgroßer Muscheln aus der Familie der Miesmuscheln (Mytilidae). Sie bohren in kalkigen Hartsubstraten.

## Merkmale
Die Gehäuse sind meist länglich und schmal, mit mehr oder weniger parallelen oder leicht nach hinten zusammen laufenden Dorsal- und Ventralrändern. Die Ränder des Gehäuses sind glatt. Der Wirbel sitzt nahe dem Vorderende. Die Gehäuse werden etwa 3 bis 7 cm lang. Die Oberfläche ist weitgehend glatt mit mehr oder weniger deutlichen Anwachsstreifen, oder auch mit vertikalen Streifen. Das außen gelegene Ligament ist tief eingesenkt. Die Farbe variiert von hellbraun bis dunkelbraun, fast schwarz. Der Schlossrand ist im Allgemeinen glatt.

## Geographische Verbreitung und Lebensweise
Die Arten der Gattung kommen weltweit in wärmeren Meeren vor. Die Tiere bohren mithilfe eines Pallialdrüsensekrets in Stein oder lebenden oder toten Korallen, daher auch der wissenschaftliche Name Lithophaga, welcher „Steinfresser“ bedeutet.

## Taxonomie und Systematik
Das Taxon Lithophaga wurde bereits 1798 von Peter Friedrich Röding aufgestellt. Typusart ist Mytilus lithophaga Linné, 1758.
- Gattung Lithophaga Röding, 1798
  - Lithophaga alpina Kleemann, 1980
  - Lithophaga aristata (Dillwyn, 1817)
  - Lithophaga attenuata (Deshayes, 1836)
  - Lithophaga bisulcata (d’Orbigny, 1842)
  - Lithophaga calyculata Carpenter, 1857
  - Lithophaga canalifera (Hanley, 1843)
  - Lithophaga canalifera (Hanley, 1843)
  - Lithophaga corrugata (Philippi, 1846)
  - Lithophaga cylindrica (Krauss, 1848)
  - Lithophaga dahabensis Kleemann, 2008
  - †Lithophaga dalli (Ihering, 1907) (Unteres bis Mittleres Miozän)
  - Lithophaga divaricalx Iredale, 1939
  - Lithophaga exilis (Feruglio, 1935) (Danium)
  - Lithophaga fasciola Dall, Bartsch & Rehder
  - Lithophaga hanleyana (Reeve, 1857)
  - Lithophaga hastasia Olsson, 1961
  - Lithophaga laevigata (Quoy & Gaimard, 1835)
  - Lithophaga lepteces Wang, 1997
  - Lithophaga lessepsiana (Vaillant, 1865)
  - Steindattel (Lithophaga lithophaga (Linné, 1758))
  - Lithophaga lithura Pilsbry, 1905
  - Lithophaga malaccana (Reeve, 1857)
  - Lithophaga mucronata (Philippi, 1846)
  - Lithophaga nasuta (Philippi, 1846)
  - Lithophaga nigra (d’Orbigny, 1842)
  - Lithophaga obesa (Philippi, 1847)
  - Lithophaga paraplumula Kleemann & Maestrati, 2012
  - Lithophaga parapurpurea Kleemann, 2008
  - Lithophaga peruviana (d’Orbigny, 1846)
  - Lithophaga plumula (Hanley, 1843)
  - †Lithophaga platensis (Philippi, 1893) (Oberes Miozän)
  - Lithophaga pulchra Jousseaume, 1919
  - Lithophaga punctata (Kleemann & Hoeksema, 2002)
  - Lithophaga purpurea Kleemann, 1980
  - Lithophaga rogersi S. S. Berry, 1957
  - Lithophaga simplex Iredale, 1939
  - Leiosolenus spatiosus (Carpenter, 1857)
  - Lithophaga straminea (Reeve, 1857)
  - Lithophaga subattenuata Kleemann & Maestrati, 2012
  - Lithophaga teres (Philippi, 1846)

## Belege